# Galaxie spirale cotonneuse

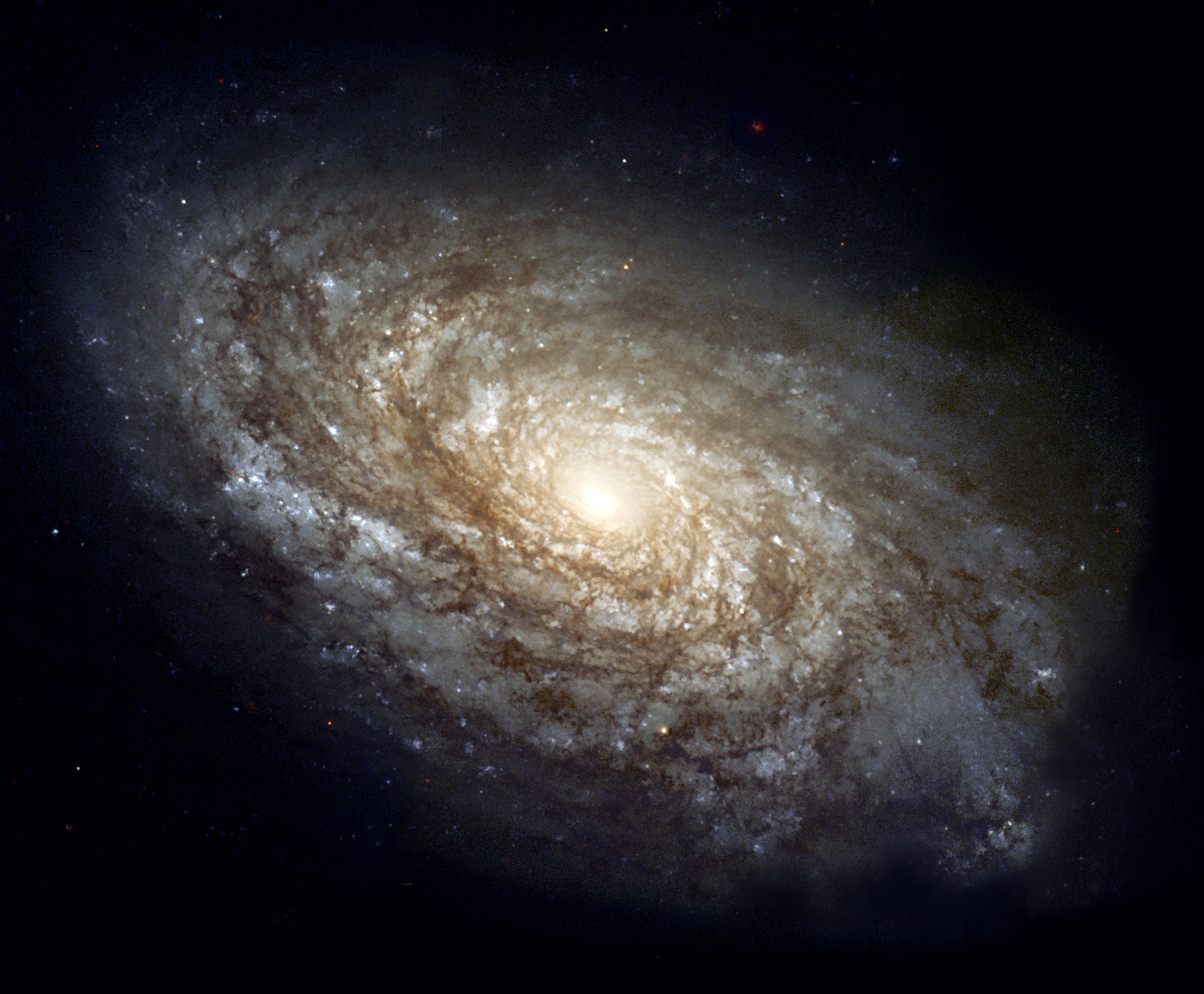
NGC 4414, une galaxie spirale cotonneuse.

Une galaxie spirale cotonneuse ou floculente (floculent spiral galaxy) est un type de galaxie spirale opposée à la galaxie spirale de grand style. Contrairement à cette dernière, la galaxie spirale floculente possède des bras spiraux inégaux et discontinus. 
Environ 30 % des galaxies spirales sont floculentes et 10 % de grand style, bien que parmi les galaxies restantes, plusieurs peuvent être considérées floculentes selon les définitions acceptées de ce type.
Une galaxie spirale cotonneuse typique est NGC 2841.

## Exemples
| Exemple            | Classe    | Image | Constellation         | Notes |
| ------------------ | --------- | ----- | --------------------- | ----- |
| NGC 4414           | SA(rs)c   |       | Chevelure de Bérénice | [ 1 ] |
| NGC 2841           | SA(r)b    |       | Grande Ourse          | [ 6 ] |
| NGC 3521           | SAB(rs)bc |       | Lion                  | [ 6 ] |
| NGC 7793           | SA(s)d    |       | Sculpteur             | [ 6 ] |
| M101 (Messier 101) | SAB(rs)cd |       | Grande Ourse          | [ 7 ] |